# Ото Бауер
Ото Бауер (на немски: Otto Bauer) е австрийски политик, лидер на Социалдемократическата работническа партия от 1918 до 1934 година.
Роден е на 5 септември 1881 година във Виена в еврейско семейство на собственик на текстилна фабрика. Негова сестра е Ида Бауер, известна като пациентка на Зигмунд Фройд. През 1906 година завършва право във Виенския университет, а през следващата година става секретар на Социалдемократическата партия и основава нейното теоретично списание „Кампф“, като през следващите години се утвърждава като един от идеолозите на австромарксизма.
По време на Първата световна война воюва на фронта и е пленен от руснаците. След връщането си в Австрия и смъртта на партийния лидер Виктор Адлер оглавява Социалдемократическата партия. През 1918 – 1919 година е външен министър, застъпник е на обединението на Австрия и Германия. След установяването на режима на Енгелберт Долфус и неуспешното Февруарско въстание от 1934 година напуска страната и живее в Бърно, Брюксел и Париж.
Ото Бауер умира на 4 юли 1938 година в Париж.